# Distrito de Coporaque (Caylloma)

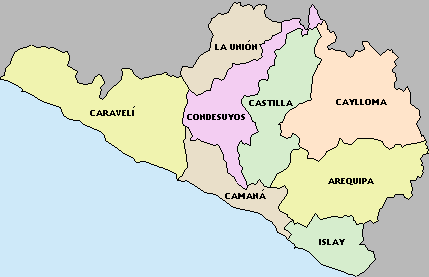
Provincias de Arequipa

El distrito de Coporaque es uno de los veinte uno distritos que conforman la provincia de Caylloma en el Departamento de Arequipa, bajo la administración del Gobierno regional de Arequipa, en el sur del Perú.
Desde el punto de vista jerárquico de la Iglesia católica forma parte de la Arquidiócesis de Arequipa.

## Historia
El distrito fue creado en los primeros años de la República.

## Geografía
La capital se encuentra situada en la ribera derecha del río Colca, a 3 575 m s. n. m. y 8 km al oeste de Chivay.

## Lugares de interés

### Tumbas de Coporaque
Llamadas chullpas, tenían la figura de una pirámide truncada de veinte a treinta pies de altura.

### Necrópolis de Yuraqaqa
Tumbas construidas sobre la falda este de un espolón rocoso, apoyadas a su pared y con aberturas dirigidas hacía el nevado Huarancate.

## Autoridades

### Municipales
- 20 - 20[4]
  - Alcalde:Sixto Alejo Huerta

Alcaldes anteriores
- 2011-2014:[5] Valeriano Rufino Rojas Rosas, del Partido Aprista Peruano (APRA).
- 2007-2010: William Florencio Bernal Huarca.

## Festividades
- Santiago
- Carnavales.